# 21 brumaire
21 vendémiaire 21 frimaire
Le primidi 21 brumaire, officiellement dénommé jour de la bacchante, est le 51e jour de l'année du calendrier républicain. Il reste 314 jours avant la fin de l'année, 315 en cas d'année sextile.
C'était généralement le 11e jour du mois de novembre dans le calendrier grégorien.

## Événements
- an II : 11 novembre 1793
  - Exécution de Bailly, premier maire de Paris.

- An III : 11 novembre 1794
  - Fermeture du club des Jacobins.

- An VIII : 12 novembre 1799
  - Décret sur le statut des corporations en Russie[2].